# Municipio de Lone Tree (condado de Merrick)
El municipio de Lone Tree (en inglés: Lone Tree Township) es un municipio ubicado en el condado de Merrick en el estado estadounidense de Nebraska. En el año 2010 tenía una población de 643 habitantes y una densidad poblacional de 3,73 personas por km².

## Geografía
El municipio de Lone Tree se encuentra ubicado en las coordenadas 41°6′54″N 98°1′56″O / 41.11500, -98.03222. Según la Oficina del Censo de los Estados Unidos, el municipio tiene una superficie total de 172.31 km², de la cual 167,58 km² corresponden a tierra firme y (2,74 %) 4,73 km² es agua.

## Demografía
Según el censo de 2010, había 643 personas residiendo en el municipio de Lone Tree. La densidad de población era de 3,73 hab./km². De los 643 habitantes, el municipio de Lone Tree estaba compuesto por el 94,09 % blancos, el 5,13 % eran asiáticos, el 0,16 % eran de otras razas y el 0,62 % eran de una mezcla de razas. Del total de la población el 1,24 % eran hispanos o latinos de cualquier raza.